# Louestault
Louestault [lweto] est une ancienne commune française située dans le département d'Indre-et-Loire, en région Centre-Val de Loire. En 2017, elle fusionne avec Beaumont-la-Ronce pour devenir Beaumont-Louestault. 

## Géographie
Louestault est desservi par la départementale 29 qui relie Tours à La Chartre sur le Loir (Sarthe) et la départementale 54 qui relie Château-la-Vallière à Château-Renault.
Louestault est à 20 min de Tours nord et à 10 min de l’entrée de l’autoroute A28 à Neuillé Pont Pierre.

## Histoire
Les mentions anciennes du bourg de Louestault datent du XIIe siècle (charte de l'abbaye de Gastines) : Loistaut, Loestati. Ce nom pourrait être d'origine germanique. Au XIe siècle, Louestault était une châtellenie relevant de la baronnie de Chateauneuf, à Tours. Elle passa ensuite à l'aumônerie de la Collégiale de Saint-Martin de Tours qui la vendit le 15 mai 1588 à Pierre Molan, contrôleur et intendant général des finances.
Par la suite elle fut la propriété des familles du Gast, Bouault et de la Grue. Le bourg s'est développé autour de l'église paroissiale Saint-Georges.
En 1837, le percement de la route reliant Château la Vallière à Château-Renault créant un axe Est-Ouest (D54) transforma Louestault.
Les maisons qui composent le bourg sont réparties selon un axe Nord-Sud, et un axe Est-Ouest de l'église à la chapelle Saint-Côme. La structure des maisons est ancienne : la présence de pans de bois, de murs appareillés en moellons peut attester de périodes de construction s'étendant du XVIe siècle à la première moitié du XIXe siècle.
La plus intéressante est la maison dite de "la Salle" située au carrefour de la route départementale 54 et la rue de l'église, qui conserve des éléments décoratifs du XVIe siècle. Au XVIIIe siècle, une demeure de notable est construite dans la partie sud du bourg : "La Rocheboiterie". Certaines maisons ont été transformées partiellement dans la seconde moitié du XIXe siècle par l'ajout d'éléments de pierre de taille, corniches, placage de façades, encadrement des baies, alors que d'autres constructions entièrement en pierre de taille se développent à l'est du bourg.
Le 1er janvier 2017, Louestault fusionne avec Beaumont-la-Ronce au sein de la nouvelle commune de Beaumont-Louestault.

## Politique et administration
| Période                                  | Période          | Identité       | Étiquette   | Qualité      |
| ---------------------------------------- | ---------------- | -------------- | ----------- | ------------ |
| avant 1936                               | ?                | M. Marié       | SFIO        |              |
| mars 2001                                | 31 décembre 2016 | Catherine Côme | LR puis UDI | Agricultrice |
| Les données manquantes sont à compléter. |                  |                |             |              |

## Démographie
L'évolution du nombre d'habitants est connue à travers les recensements de la population effectués dans la commune depuis 1793. À partir du 1er janvier 2009, les populations légales des communes sont publiées annuellement dans le cadre d'un recensement qui repose désormais sur une collecte d'information annuelle, concernant successivement tous les territoires communaux au cours d'une période de cinq ans. 
Pour les communes de moins de 10 000 habitants, une enquête de recensement portant sur toute la population est réalisée tous les cinq ans, les populations légales des années intermédiaires étant quant à elles estimées par interpolation ou extrapolation. Pour la commune, le premier recensement exhaustif entrant dans le cadre du nouveau dispositif a été réalisé en 2005,.
En 2014, la commune comptait 404 habitants, en évolution de +10,38 % par rapport à 2009 (Indre-et-Loire : +2,63 %, France hors Mayotte : +2,49 %).
| 1793 | 1800 | 1806 | 1821 | 1831 | 1836 | 1841 | 1846 | 1851 |
| ---- | ---- | ---- | ---- | ---- | ---- | ---- | ---- | ---- |
| 495  | 504  | 521  | 402  | 352  | 385  | 390  | 387  | 373  |

| 1856 | 1861 | 1866 | 1872 | 1876 | 1881 | 1886 | 1891 | 1896 |
| ---- | ---- | ---- | ---- | ---- | ---- | ---- | ---- | ---- |
| 394  | 398  | 355  | 324  | 328  | 349  | 332  | 414  | 403  |

| 1901 | 1906 | 1911 | 1921 | 1926 | 1931 | 1936 | 1946 | 1954 |
| ---- | ---- | ---- | ---- | ---- | ---- | ---- | ---- | ---- |
| 403  | 412  | 415  | 369  | 389  | 372  | 360  | 338  | 378  |

| 1962 | 1968 | 1975 | 1982 | 1990 | 1999 | 2005 | 2010 | 2014 |
| ---- | ---- | ---- | ---- | ---- | ---- | ---- | ---- | ---- |
| 291  | 266  | 230  | 229  | 206  | 290  | 348  | 366  | 404  |

## Culture locale et patrimoine

### Lieux et monuments
- Nombreuses maisons du XVIe siècle.
- L'église Saint-Georges, édifiée dès le XIe siècle, possède encore une galerie extérieure en bois, située devant la façade et portant le charmant nom de caquetoire par allusion aux discussions de la messe. À l'intérieur, un tableau représente sainte Néomadie. Cette sainte a la particularité d'être affublée d'une patte d'oie. Selon la légende, cette disgrâce physique fut demandée à Dieu par la sainte elle-même, afin d'empêcher son mariage avec un riche païen.
- La chapelle Saint-Côme, attesté au XVIe par des documents relatifs à la réfection de sa toiture, mais peut-être antérieure. Elle est protégée au titre des Monuments Historiques[7].
- À un kilomètre au sud du bourg s'élève le château de Fontenailles. Du château primitif construit au XIVe siècle subsistent, baignés par l'eau des douves, le vestige d'un bastion et une large tour cylindrique. La légende veut que Charles VII ait donné ce château à sa favorite Agnès Sorel. Le château a été profondément modifié au milieu du XIXe siècle dans le style néo-gothique. Depuis 1983, le château est occupé par un centre de rééducation professionnelle, le CRP de Fontenailles.